# Paralimnophila perdiffusa
Paralimnophila perdiffusa là một loài ruồi trong họ Limoniidae. Chúng phân bố ở miền Australasia.